# Hick Hack in Gackelwack
Hick Hack in Gackelwack ist ein kartenbasiertes Kinder- und Familienspiel des deutschen Spieleautors Stefan Dorra, das 2001 beim Zoch Verlag sowie danach international erschien. Bei dem Spiel versuchen die Spieler, mit Hilfe von Geflügel- und Fuchskarten möglichst viel Nahrung auf verschiedenen Geflügelhöfen zu ergattern und so das Spiel zu gewinnen.
Das Spiel basiert auf dem 1992 erschienenen Bluffspiel Razzia von Stefan Dorra, das in die Auswahlliste zum Spiel des Jahres aufgenommen wurde.

## Thema und Ausstattung
Bei dem Spiel müssen die Spieler Karten auf ihrer  so einsetzen, dass sie mit Hilfe ihrer Geflügelkarten möglichst viele Körner und mit Hilfe ihrer Fuchskarten möglichst viel gegnerisches Geflügel bekommen, und so Punkte in Form von Nahrung für die Endabrechnung erspielen.
Das Spielmaterial besteht neben einer Spielanleitung aus:
- 6 Geflügelhöfen in sechs Spielfarben,
- 42 Geflügelkarten in den sechs Spielfarben mit unterschiedlichen Werten,
- 18 Fuchskarten in den sechs Spielfarben mit unterschiedlichen Werten,
- 78 Körnern in drei Farben für unterschiedliche Werte, und
- einem sechsseitigen Würfel.

## Spielweise
Zu Beginn des Spiels werden die sechs Geflügelhöfe in der Mitte des Tisches ausgelegt. Die Geflügel- und die Fuchskarten werden gemischt und jeder Spieler bekommt fünf dieser Karten als Handkarten, der Rest wird als verdeckter Nachziehstapel in der Tischmitte platziert. Die 78 Körner werden in der Spieleschachtel (oder in einem Beutel) vermischt und zu Beginn jeder Runde platziert ein Spieler auf jedem Geflügelhof je ein zufällig gezogenes Korn.
Alle Spieler wählen aus ihrer Kartenhand eine, bei zwei bis drei Spielern je zwei, Handkarten aus und legen diese verdeckt vor sich ab. Dabei sind alle Karten über die Kartenfarbe jeweils einem der sechs Geflügelhöfe zugeordnet. Wenn alle Karten liegen, werden diese aufgedeckt und in der Reihenfolge der Geflügelhöfe abgerechnet. Dabei können mehrere Konstellationen entstehen:
- wenn ein Geflügel allein auf einem Hof ist, bekommt dies alle dort liegenden Körner.
- wenn mehrere Geflügel gemeinsam auf einem Hof sind, können sie sich über die Aufteilung der Körner einigen oder müssen sich um die Gesamtmenge streiten („duellieren“).
- wenn ein Fuchs allein an einem Geflügelhof liegt, bekommt er gar nichts.
- wenn ein Fuchs gemeinsam mit einem oder mehreren Geflügeln auf einem Hof ist, bekommt er alle gegnerischen Geflügelkarten und deren Besitzer bekommen nichts.
- wenn mehrere Füchse gemeinsam mit einem oder mehreren Geflügeln auf einem Hof sind, streiten sie sich um das Geflügel.
- wenn ein Spieler eine -2-Karte („fluchtbereites Federvieh“) zu einem Hof legt, wo er allein ist, bekommt er alle Körner. Ist diese Karte gemeinsam mit anderem Geflügel oder Füchsen an einem Hof, flieht sie und nimmt ein grünes Futterkorn mit.

Das „Duellieren“ geschieht in beiden genannten Fällen mit dem Würfel. Alle am Duell beteiligten Spieler werfen den Würfel und addieren die Augenzahl mit dem Wert der ausgespielten Karte. Der Gewinner bekommt die gesamte Nahrung (Körner oder Geflügel), um die gespielt wurde. Nachdem alle Karten abgerechnet worden sind, werden alle noch ausliegenden Karten auf den Ablagestapel gelegt und jeder Spieler bekommt seine gewonnene Nahrung, die er zur Seite legt. Danach zieht jeder Spieler eine (bei zwei oder drei Mitspielern zwei) Karte und auf jeden Hof kommt zum Beginn der neuen Runde wieder jeweils ein Korn.
Das Spiel endet nach der Runde, in der die letzten zur Verfügung stehenden Körner auf den Höfen verteilt wurden. Danach rechnen die Spieler ihre gewonnene Nahrung ab, wobei grüne Körner einen, blaue Körner zwei und gelbe Körner drei Punkte sowie die erbeuteten Geflügel den Kartenwert als Punkte bringen. Gewonnen hat der Spieler mit den meisten Punkten.

## Geschichte und Rezeption
Das Spiel Hick Hack in Gackelwack wurde von Stefan Dorra basierende auf seinem Spiel Razzia aus dem Jahr 1992 entwickelt und erschien zu den Internationalen Spieltagen 2001 beim Zoch Verlag in der Zicke, Zacke-Reihe. Wie alle Zicke, Zacke wurde das Spiel von der Illustratorin Doris Matthäus gestaltet. Im gleichen Jahr erschien das Spiel in einer englischen Version als Pick Picknic für den amerikanischen Markt in Zusammenarbeit mit Gigamic und Rio Grande Games. 2008 veröffentlichte der niederländische Verlag 999 Games das Spiel auf Niederländisch als Graantje de voorste und 2010 erschien eine italienische Version bei Stupor Mundi und Venice Connection unter dem Namen Hick Hack nel Pollaio.

## Belege
1. 1 2 3 4 5  Hick Hack in Gackelwack, Spieleanleitung Zoch Verlag, 2001.
2. ↑  Hick Hack in Gackelwack, Versionen bei BoardGameGeek. Abgerufen am 15. Juli 2018.